# Världsmästerskapet i schack 1995
Världsmästerskapet i schack 1995 var en titelmatch mellan den regerande världsmästaren Garri Kasparov och utmanaren Viswanathan Anand. Den spelades i World Trade Center i New York mellan den 10 september och 16 oktober 1995. Matchen spelades över 20 partier och slutade med att Kasparov behöll världsmästartiteln. 18 av de 20 partierna behövde spelas. Kasparov vann fyra partier och Anand ett.

## Bakgrund
Matchen spelades under den tid då VM-titeln var splittrad mellan den ”klassiska” världsmästaren som hade besegrat den föregående i en match och FIDE-världsmästaren som var vinnaren av FIDE:s VM-turneringar. Denna match gällde den klassiska titeln och arrangerades av Professional Chess Association (PCA), en organisation som skapats av Kasparov och Nigel Short i samband med att de bröt sig loss från FIDE 1993.

## Kandidatmatcherna
För att utse en utmanare anordnade PCA först en kvalificeringsturnering med 54 deltagare i Groningen i december 1993. De sju främsta i turneringen kvalificerade sig för kandidatmatcherna tillsammans med Nigel Short som var direktkvalificerad som förlorare av VM-matchen 1993.
Kandidatmatcherna spelades under 1994 och 1995. Kvartsfinalerna spelades i New York i juni 1994 som bäst av åtta partier, semifinalerna i Linares i september 1994 som bäst av tio partier och finalen i Las Palmas i mars 1995 som bäst av tolv partier.
Snabbschackspartier spelades som tie-break när matcherna slutade oavgjort.
Anand besegrade Gata Kamsky i finalen och kvalificerade sig för titelmatchen mot Kasparov.
|  | Kvartsfinaler     | Kvartsfinaler     |    |               | Semifinaler | Semifinaler |  |             | Final | Final |  |  |  |  |
|  |                   |                   |    |               |             |             |  |             |       |       |  |  |  |  |
|  | Gata Kamsky       | 4½                |    |               |             |             |  |             |       |       |  |  |  |  |
|  | Vladimir Kramnik  | 1½                |    |               |             |             |  |             |       |       |  |  |  |  |
|  | Vladimir Kramnik  | 1½                |    | Gata Kamsky   | 5½          |             |  |             |       |       |  |  |  |  |
|  |                   |                   |    | Gata Kamsky   | 5½          |             |  |             |       |       |  |  |  |  |
|  |                   | Nigel Short       | 1½ |               |             |             |  |             |       |       |  |  |  |  |
|  | Nigel Short       | Nigel Short       | 1½ | 4 (2½)        |             |             |  |             |       |       |  |  |  |  |
|  | Nigel Short       |                   |    | 4 (2½)        |             |             |  |             |       |       |  |  |  |  |
|  | Boris Gulko       | 4 (1½)            |    |               |             |             |  |             |       |       |  |  |  |  |
|  | Boris Gulko       | 4 (1½)            |    |               |             |             |  | Gata Kamsky | 4½    |       |  |  |  |  |
|  |                   |                   |    |               |             |             |  | Gata Kamsky | 4½    |       |  |  |  |  |
|  |                   | Viswanathan Anand | 6½ |               |             |             |  |             |       |       |  |  |  |  |
|  | Michael Adams     | Viswanathan Anand | 6½ | 4 (3½)        |             |             |  |             |       |       |  |  |  |  |
|  | Michael Adams     |                   |    | 4 (3½)        |             |             |  |             |       |       |  |  |  |  |
|  | Sergej Tivjakov   | 4 (2½)            |    |               |             |             |  |             |       |       |  |  |  |  |
|  | Sergej Tivjakov   | 4 (2½)            |    | Michael Adams | 1½          |             |  |             |       |       |  |  |  |  |
|  |                   |                   |    | Michael Adams | 1½          |             |  |             |       |       |  |  |  |  |
|  |                   | Viswanathan Anand | 5½ |               |             |             |  |             |       |       |  |  |  |  |
|  | Viswanathan Anand | Viswanathan Anand | 5½ | 5             |             |             |  |             |       |       |  |  |  |  |
|  | Viswanathan Anand |                   |    | 5             |             |             |  |             |       |       |  |  |  |  |
|  | Oleg Romanisjin   | 2                 |    |               |             |             |  |             |       |       |  |  |  |  |

## Regler
Titelmatchen spelades som bäst av 20 partier. Betänketiden var 40 drag på två timmar, sedan 20 drag på en timme samt därefter ytterligare en halvtimme för resten av partiet. Fyra partier spelades varje vecka. Till skillnad från tidigare VM-matcher förekom inga avbrutna partier och det fanns ingen möjlighet att begära uppskov för ett parti.

## Resultat
| Namn              | Rating | Parti | Parti | Parti | Parti | Parti | Parti | Parti | Parti | Parti | Parti | Parti | Parti | Parti | Parti | Parti | Parti | Parti | Parti | Poäng |
| Namn              | Rating | 1     | 2     | 3     | 4     | 5     | 6     | 7     | 8     | 9     | 10    | 11    | 12    | 13    | 14    | 15    | 16    | 17    | 18    | Poäng |
| ----------------- | ------ | ----- | ----- | ----- | ----- | ----- | ----- | ----- | ----- | ----- | ----- | ----- | ----- | ----- | ----- | ----- | ----- | ----- | ----- | ----- |
| Garri Kasparov    | 2795   | ½     | ½     | ½     | ½     | ½     | ½     | ½     | ½     | 0     | 1     | 1     | ½     | 1     | 1     | ½     | ½     | ½     | ½     | 10½   |
| Viswanathan Anand | 2725   | ½     | ½     | ½     | ½     | ½     | ½     | ½     | ½     | 1     | 0     | 0     | ½     | 0     | 0     | ½     | ½     | ½     | ½     | 7½    |